# 高村雅男
高村 雅男（こうむら まさお、1971年 - ）は、日本の歯科医師。東京都小平市生まれ。

## 人物
明海大学を卒業後、歯科医師の免許を取得、埼玉県越谷市で歯科医師の修行を積み、30歳の時に現在地で「こうむら歯科医院」を開業。小学生の時、親から勧められて乗り始めた竹馬がその楽しさに24歳から竹馬乗りになる。

## 竹馬経歴
- 全国大会 第1回、第3回～第7回 優勝（第2回は欠場）
- 30m走日本記録保持
- 50mブリッジ走世界記録保持
- 足元4m竹馬日本記録保持

## 竹馬技
- 縄跳び、フラフープ、トロンボーン、ウクレレ、4cm径とび石渡り、2m飛び降り、2.5tトラック牽引、10m平均台渡り、10kg竹馬ケンケン、110cm走り高跳び、ラーメン調理、食事など

## テレビ出演
- 筋肉番付 バンブーダービー （1997年～1998年）
- 学校へ行こう!
- いきなり!黄金伝説
- キャイーンのどんでもファイト!!
- スーパーJチャンネル （2009年2月16日）
- 行列のできる法律相談所 （2009年7月19日、2009年10月11日）
- となりのマエストロ （2009年11月15日）
- 世界最強の勇者たち （2010年1月5日）
- そこまでやるかマン （2010年4月4日）
- 世界を変える100人の日本人! JAPAN☆ALLSTARS （2010年5月21日）
- 有吉AKB共和国 （2011年5月20日）
- クイズ!ヘキサゴンII （2011年7月20日）
- 所さんの学校では教えてくれないそこんトコロ! （2012年2月3日）
- サキよみ ジャンBANG! （2012年3月16日）
- ズームイン!!サタデー （2012年3月17日）
- はなまるマーケット （2012年5月9日）
- おはスタ（2013年9月9日）
- 天才てれびくんhello,（2020年9月8日）
- 1億人の大質問!?笑ってコラえて!（2021年6月16日）